# Iglesia de El Salvador (Eslida)
La Iglesia Parroquial de El Salvador en Eslida, comarca de la Plana Baja, en la provincia de Castellón, es una iglesia, de confesión católica, del siglo XVII, localizada en la calle San Salvador, 2, en el municipio de Eslida. Está catalogada como Bien de Relevancia Local con código: 12.06.057-002, según consta en la Dirección General de Patrimonio Artístico de la Generalidad Valenciana.

## Descripción histórico artística

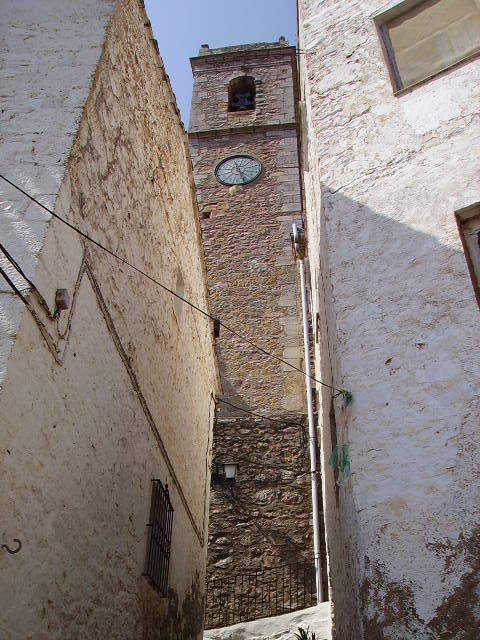

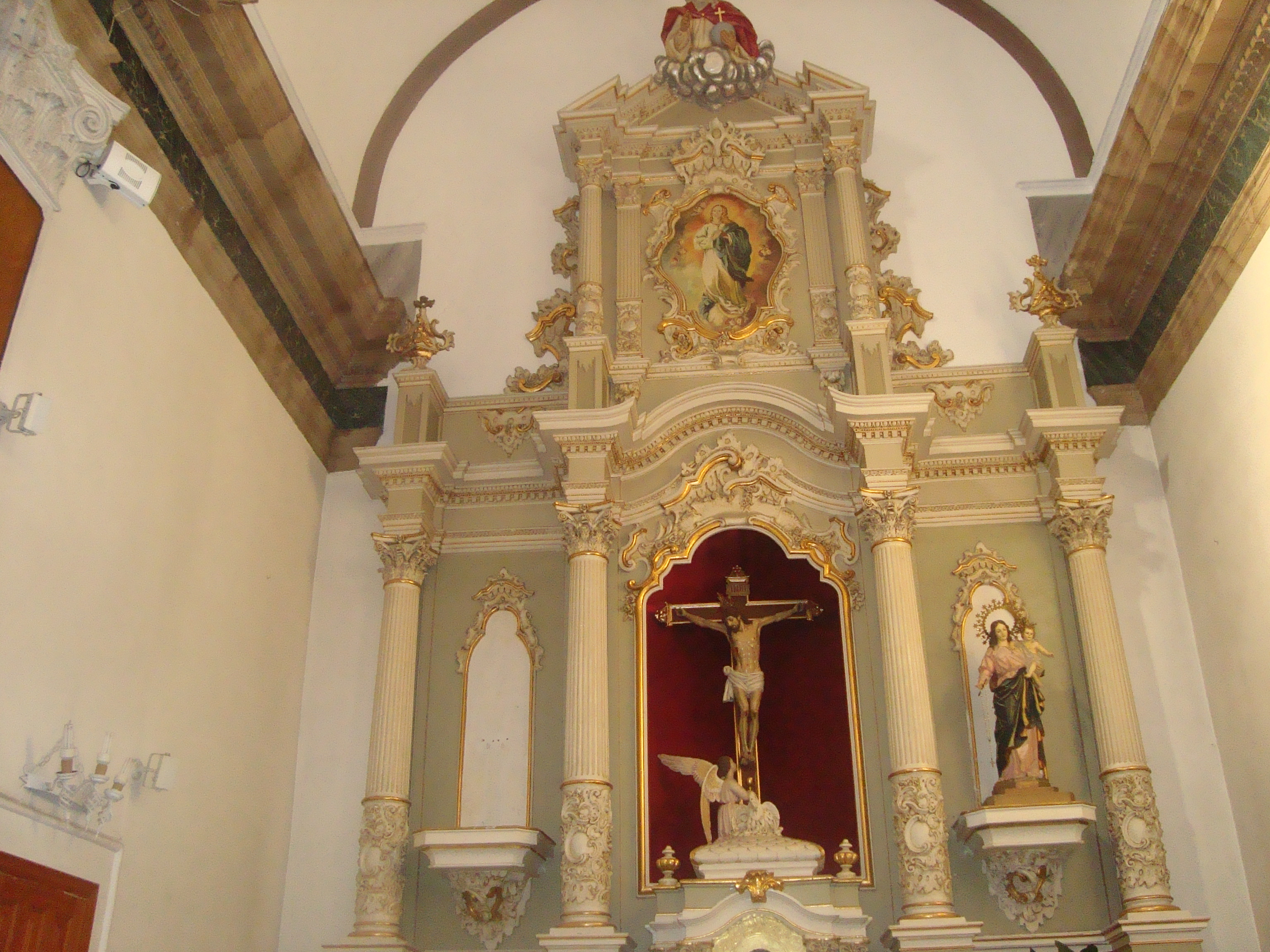
Retablo de la Iglesia de El Salvador (Eslida).

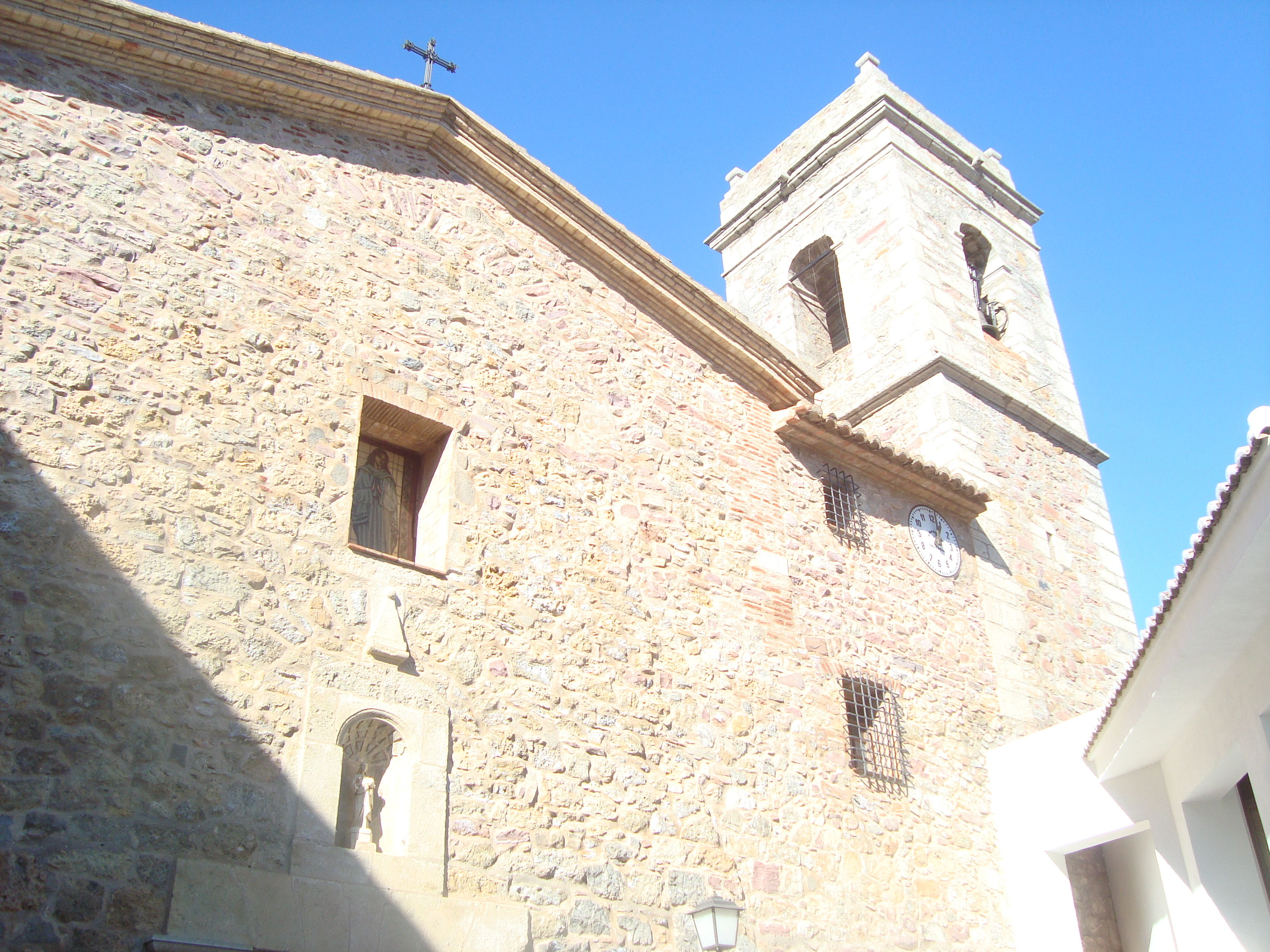
Iglesia de El Salvador (Eslida).

Según los autores, se comenzaron las obras de su construcción a principios del siglo XVII, en 1608, sobre los restos de una mezquita árabe, siguiendo las instrucciones dictadas por el Obispo de Tortosa, para la utilización de todos los bienes de las mezquitas en la construcción de nuevos templos cristianos. Este primer templo, que era de carácter más modesto, fue modificado en la segunda mitad del siglo XVIII por Jacinto Agustí.

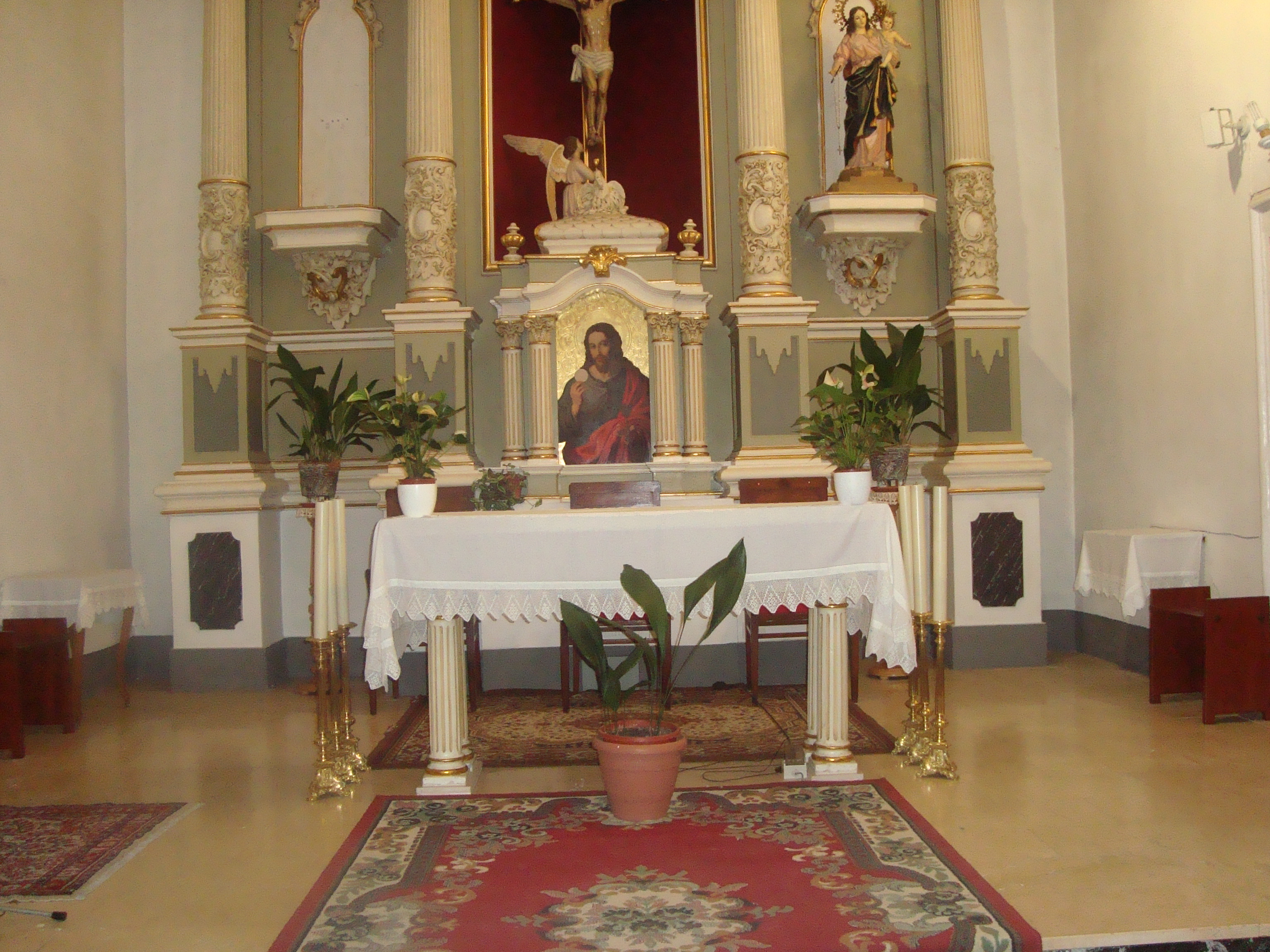
Altar de la Iglesia de El Salvador (Eslida).

El templo presenta caracteres barrocos, así como una decoración de estilo rococó, llevada a cabo a lo largo del siglo XVIII
Presenta planta basilical con tres naves y capillas entre contrafuertes. La nave central presenta una bóveda de cañón con lumbreras  y ventanas en los laterales. Por su parte las capillas laterales tiene cúpulas ciegas, y cierran el espacio entre los contrafuertes y los arcos formeros . A los lados del presbiterio se sitúan, la capilla de la comunión (la actual capilla de la comunión es de construcción posterior, destacando en ella la cúpula elíptica datada en 1710) y la sacristía.
Como ya hemos indicado anteriormente la decoración interior es muy barroca, tildándose de rococó, con gran exuberancia de “rocallas”  las cuales descansan en los arcos formeros. Se contemplan rosetones en la parte interna de la bóveda y de los arcos que la sostienen, así como en los vértices de las lumbreras. Pueden contemplarse como decoración los elementos geométricos encima de las pilastras y en la parte interior de los arcos que conducen a las naves laterales, que se conocen como esgrafiado.